# Scacco matto

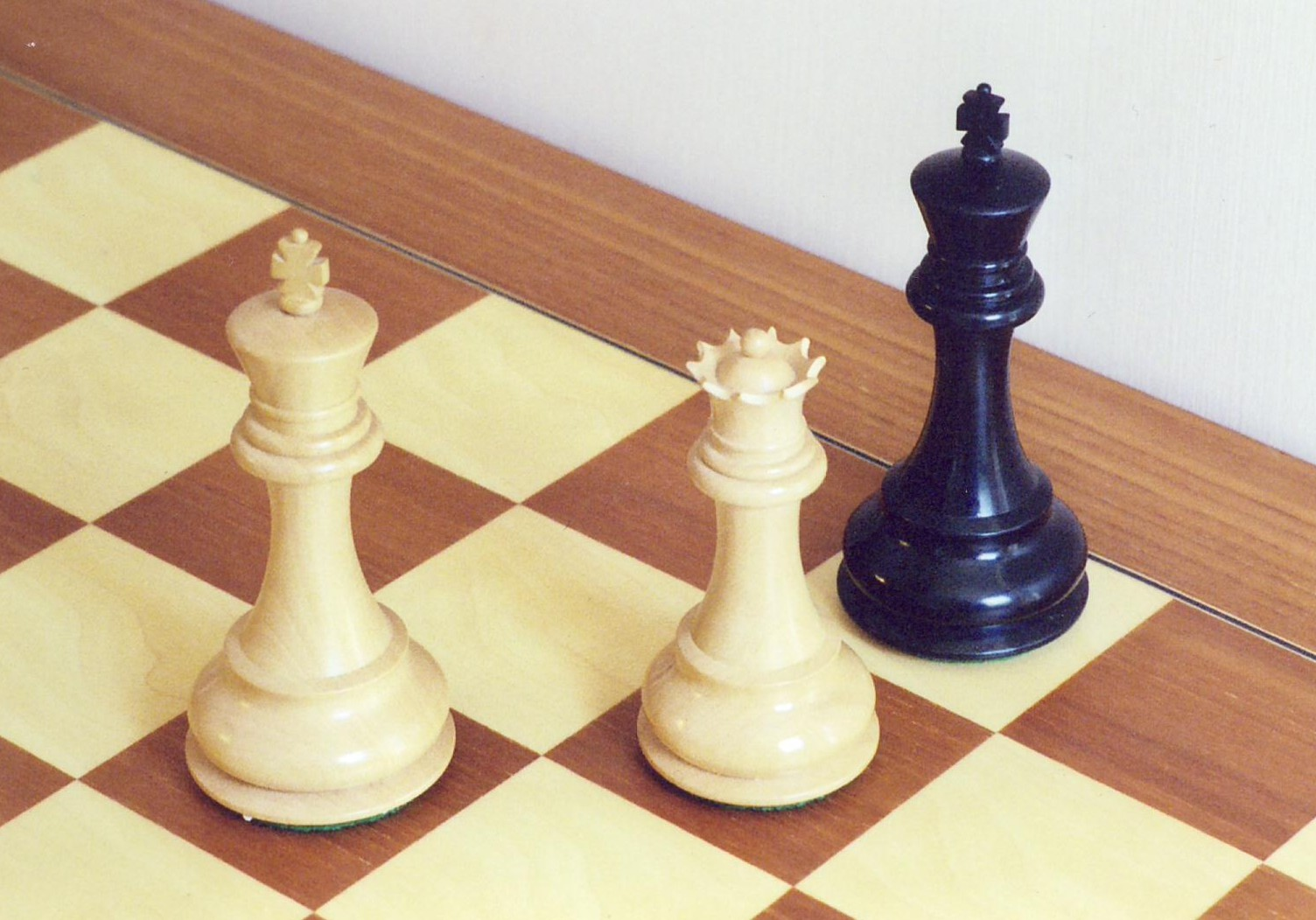
Un esempio di scacco matto (Re e Donna contro Re): se il tratto è del nero, il re, direttamente minacciato dalla regina bianca, non ha alcuna casella "sicura" in cui muoversi

Scacco matto (frequentemente abbreviato in matto) è una situazione del gioco degli scacchi (e di altri giochi da tavolo derivati dal chaturanga) nel quale il re di uno dei giocatori è posto sotto diretto attacco (scacco) e tale giocatore non ha la possibilità di effettuare alcuna mossa legale, ovvero non ha modo di rimuovere la minaccia di cattura immediata da parte dell'avversario.
Dare scacco matto è l'obiettivo primario del gioco degli scacchi e la partita termina con la vittoria del giocatore che riesce a porre in questa condizione il re avversario. Nella pratica, tuttavia, il giocatore esperto solitamente abbandona il gioco prima di essere effettivamente nella condizione di scacco matto, arrendendosi usualmente nel momento in cui diventa palese il fatto che lo svantaggio è ormai irrecuperabile. Tra giocatori professionisti è infatti considerato scortese continuare a giocare in una situazione completamente senza speranza.

## Etimologia
L'etimo del termine scacco matto è incerto. Nella lingua italiana viene fatto derivare dal persiano شاه مات Shāh Māt, mutuato dall'arabo e che significa "il re è morto" (arab. مَاتَ analogo all'ebraico מוּת, da cui anche lo spagnolo "matar", ammazzare). Non concordano invece gli anglosassoni che lo considerano una alterazione fonologica ("Hobson-Jobson") del verbo persiano ماندن (rimanere) che considerano poi mutato nel "maneo" Latino. Il significato sarebbe quindi quello di "restare abbandonato" al suo fato, oppure "sorpreso" in senso militare ovvero "sorpreso in un'imboscata".

## Significato
Nella prima versione sanscrita degli scacchi il re poteva essere catturato, facendo terminare così il gioco. I persiani, successivamente, introdussero l'idea di "avvisare" della minaccia (lo "scacco al re" della moderna terminologia) per evitare una fine prematura, per distrazione, della partita. Questo portò alla naturale evoluzione nella quale il Re non poteva essere né mangiato né mosso in caselle sotto scacco. Lo scacco matto diventava quindi la naturale conclusione del gioco in cui il Re non aveva più a disposizione caselle libere da attacco o altre difese possibili. In Europa, fino al 1600 la partita poteva essere vinta anche catturando tutti i pezzi avversari (escluso il Re). Questo tipo di vittoria era chiamato "Rey robado” o "le Roi depouillè" o il Rex spoliatus latino. Esisteva già, inoltre, anche la posizione con il "Rey ahogado" (il Re affogato), cioè la patta per stallo.
Nel 1561, il sacerdote spagnolo Ruy López de Segura pubblicò ad Alcalà il “Libro de la invencion liberal y arte del juego del Axedrez muy util y provechosa”, che fu presto acquisito e tradotto in tutta Europa. Questo libro può essere a buon titolo considerato come il primo compendio teorico degli scacchi moderni.

## Esempi
|   | a                                                       | b                                                       | c                                                       | d                                                       | e                                                       | f                                                       | g                                                       | h                                                       |   |
| 8 | d8 re del nero · d7 donna del bianco · e6 re del bianco | d8 re del nero · d7 donna del bianco · e6 re del bianco | d8 re del nero · d7 donna del bianco · e6 re del bianco | d8 re del nero · d7 donna del bianco · e6 re del bianco | d8 re del nero · d7 donna del bianco · e6 re del bianco | d8 re del nero · d7 donna del bianco · e6 re del bianco | d8 re del nero · d7 donna del bianco · e6 re del bianco | d8 re del nero · d7 donna del bianco · e6 re del bianco | 8 |
| 7 | d8 re del nero · d7 donna del bianco · e6 re del bianco | d8 re del nero · d7 donna del bianco · e6 re del bianco | d8 re del nero · d7 donna del bianco · e6 re del bianco | d8 re del nero · d7 donna del bianco · e6 re del bianco | d8 re del nero · d7 donna del bianco · e6 re del bianco | d8 re del nero · d7 donna del bianco · e6 re del bianco | d8 re del nero · d7 donna del bianco · e6 re del bianco | d8 re del nero · d7 donna del bianco · e6 re del bianco | 7 |
| 6 | d8 re del nero · d7 donna del bianco · e6 re del bianco | d8 re del nero · d7 donna del bianco · e6 re del bianco | d8 re del nero · d7 donna del bianco · e6 re del bianco | d8 re del nero · d7 donna del bianco · e6 re del bianco | d8 re del nero · d7 donna del bianco · e6 re del bianco | d8 re del nero · d7 donna del bianco · e6 re del bianco | d8 re del nero · d7 donna del bianco · e6 re del bianco | d8 re del nero · d7 donna del bianco · e6 re del bianco | 6 |
| 5 | d8 re del nero · d7 donna del bianco · e6 re del bianco | d8 re del nero · d7 donna del bianco · e6 re del bianco | d8 re del nero · d7 donna del bianco · e6 re del bianco | d8 re del nero · d7 donna del bianco · e6 re del bianco | d8 re del nero · d7 donna del bianco · e6 re del bianco | d8 re del nero · d7 donna del bianco · e6 re del bianco | d8 re del nero · d7 donna del bianco · e6 re del bianco | d8 re del nero · d7 donna del bianco · e6 re del bianco | 5 |
| 4 | d8 re del nero · d7 donna del bianco · e6 re del bianco | d8 re del nero · d7 donna del bianco · e6 re del bianco | d8 re del nero · d7 donna del bianco · e6 re del bianco | d8 re del nero · d7 donna del bianco · e6 re del bianco | d8 re del nero · d7 donna del bianco · e6 re del bianco | d8 re del nero · d7 donna del bianco · e6 re del bianco | d8 re del nero · d7 donna del bianco · e6 re del bianco | d8 re del nero · d7 donna del bianco · e6 re del bianco | 4 |
| 3 | d8 re del nero · d7 donna del bianco · e6 re del bianco | d8 re del nero · d7 donna del bianco · e6 re del bianco | d8 re del nero · d7 donna del bianco · e6 re del bianco | d8 re del nero · d7 donna del bianco · e6 re del bianco | d8 re del nero · d7 donna del bianco · e6 re del bianco | d8 re del nero · d7 donna del bianco · e6 re del bianco | d8 re del nero · d7 donna del bianco · e6 re del bianco | d8 re del nero · d7 donna del bianco · e6 re del bianco | 3 |
| 2 | d8 re del nero · d7 donna del bianco · e6 re del bianco | d8 re del nero · d7 donna del bianco · e6 re del bianco | d8 re del nero · d7 donna del bianco · e6 re del bianco | d8 re del nero · d7 donna del bianco · e6 re del bianco | d8 re del nero · d7 donna del bianco · e6 re del bianco | d8 re del nero · d7 donna del bianco · e6 re del bianco | d8 re del nero · d7 donna del bianco · e6 re del bianco | d8 re del nero · d7 donna del bianco · e6 re del bianco | 2 |
| 1 | d8 re del nero · d7 donna del bianco · e6 re del bianco | d8 re del nero · d7 donna del bianco · e6 re del bianco | d8 re del nero · d7 donna del bianco · e6 re del bianco | d8 re del nero · d7 donna del bianco · e6 re del bianco | d8 re del nero · d7 donna del bianco · e6 re del bianco | d8 re del nero · d7 donna del bianco · e6 re del bianco | d8 re del nero · d7 donna del bianco · e6 re del bianco | d8 re del nero · d7 donna del bianco · e6 re del bianco | 1 |
|   | a                                                       | b                                                       | c                                                       | d                                                       | e                                                       | f                                                       | g                                                       | h                                                       |   |

|   | a                                                       | b                                                       | c                                                       | d                                                       | e                                                       | f                                                       | g                                                       | h                                                       |   |
| 8 | d8 re del nero · f8 torre del bianco · d6 re del bianco | d8 re del nero · f8 torre del bianco · d6 re del bianco | d8 re del nero · f8 torre del bianco · d6 re del bianco | d8 re del nero · f8 torre del bianco · d6 re del bianco | d8 re del nero · f8 torre del bianco · d6 re del bianco | d8 re del nero · f8 torre del bianco · d6 re del bianco | d8 re del nero · f8 torre del bianco · d6 re del bianco | d8 re del nero · f8 torre del bianco · d6 re del bianco | 8 |
| 7 | d8 re del nero · f8 torre del bianco · d6 re del bianco | d8 re del nero · f8 torre del bianco · d6 re del bianco | d8 re del nero · f8 torre del bianco · d6 re del bianco | d8 re del nero · f8 torre del bianco · d6 re del bianco | d8 re del nero · f8 torre del bianco · d6 re del bianco | d8 re del nero · f8 torre del bianco · d6 re del bianco | d8 re del nero · f8 torre del bianco · d6 re del bianco | d8 re del nero · f8 torre del bianco · d6 re del bianco | 7 |
| 6 | d8 re del nero · f8 torre del bianco · d6 re del bianco | d8 re del nero · f8 torre del bianco · d6 re del bianco | d8 re del nero · f8 torre del bianco · d6 re del bianco | d8 re del nero · f8 torre del bianco · d6 re del bianco | d8 re del nero · f8 torre del bianco · d6 re del bianco | d8 re del nero · f8 torre del bianco · d6 re del bianco | d8 re del nero · f8 torre del bianco · d6 re del bianco | d8 re del nero · f8 torre del bianco · d6 re del bianco | 6 |
| 5 | d8 re del nero · f8 torre del bianco · d6 re del bianco | d8 re del nero · f8 torre del bianco · d6 re del bianco | d8 re del nero · f8 torre del bianco · d6 re del bianco | d8 re del nero · f8 torre del bianco · d6 re del bianco | d8 re del nero · f8 torre del bianco · d6 re del bianco | d8 re del nero · f8 torre del bianco · d6 re del bianco | d8 re del nero · f8 torre del bianco · d6 re del bianco | d8 re del nero · f8 torre del bianco · d6 re del bianco | 5 |
| 4 | d8 re del nero · f8 torre del bianco · d6 re del bianco | d8 re del nero · f8 torre del bianco · d6 re del bianco | d8 re del nero · f8 torre del bianco · d6 re del bianco | d8 re del nero · f8 torre del bianco · d6 re del bianco | d8 re del nero · f8 torre del bianco · d6 re del bianco | d8 re del nero · f8 torre del bianco · d6 re del bianco | d8 re del nero · f8 torre del bianco · d6 re del bianco | d8 re del nero · f8 torre del bianco · d6 re del bianco | 4 |
| 3 | d8 re del nero · f8 torre del bianco · d6 re del bianco | d8 re del nero · f8 torre del bianco · d6 re del bianco | d8 re del nero · f8 torre del bianco · d6 re del bianco | d8 re del nero · f8 torre del bianco · d6 re del bianco | d8 re del nero · f8 torre del bianco · d6 re del bianco | d8 re del nero · f8 torre del bianco · d6 re del bianco | d8 re del nero · f8 torre del bianco · d6 re del bianco | d8 re del nero · f8 torre del bianco · d6 re del bianco | 3 |
| 2 | d8 re del nero · f8 torre del bianco · d6 re del bianco | d8 re del nero · f8 torre del bianco · d6 re del bianco | d8 re del nero · f8 torre del bianco · d6 re del bianco | d8 re del nero · f8 torre del bianco · d6 re del bianco | d8 re del nero · f8 torre del bianco · d6 re del bianco | d8 re del nero · f8 torre del bianco · d6 re del bianco | d8 re del nero · f8 torre del bianco · d6 re del bianco | d8 re del nero · f8 torre del bianco · d6 re del bianco | 2 |
| 1 | d8 re del nero · f8 torre del bianco · d6 re del bianco | d8 re del nero · f8 torre del bianco · d6 re del bianco | d8 re del nero · f8 torre del bianco · d6 re del bianco | d8 re del nero · f8 torre del bianco · d6 re del bianco | d8 re del nero · f8 torre del bianco · d6 re del bianco | d8 re del nero · f8 torre del bianco · d6 re del bianco | d8 re del nero · f8 torre del bianco · d6 re del bianco | d8 re del nero · f8 torre del bianco · d6 re del bianco | 1 |
|   | a                                                       | b                                                       | c                                                       | d                                                       | e                                                       | f                                                       | g                                                       | h                                                       |   |

|   | a                                                                                 | b                                                                                 | c                                                                                 | d                                                                                 | e                                                                                 | f                                                                                 | g                                                                                 | h                                                                                 |   |
| 8 | a8 re del nero · a6 re del bianco · c6 alfiere del bianco · e5 alfiere del bianco | a8 re del nero · a6 re del bianco · c6 alfiere del bianco · e5 alfiere del bianco | a8 re del nero · a6 re del bianco · c6 alfiere del bianco · e5 alfiere del bianco | a8 re del nero · a6 re del bianco · c6 alfiere del bianco · e5 alfiere del bianco | a8 re del nero · a6 re del bianco · c6 alfiere del bianco · e5 alfiere del bianco | a8 re del nero · a6 re del bianco · c6 alfiere del bianco · e5 alfiere del bianco | a8 re del nero · a6 re del bianco · c6 alfiere del bianco · e5 alfiere del bianco | a8 re del nero · a6 re del bianco · c6 alfiere del bianco · e5 alfiere del bianco | 8 |
| 7 | a8 re del nero · a6 re del bianco · c6 alfiere del bianco · e5 alfiere del bianco | a8 re del nero · a6 re del bianco · c6 alfiere del bianco · e5 alfiere del bianco | a8 re del nero · a6 re del bianco · c6 alfiere del bianco · e5 alfiere del bianco | a8 re del nero · a6 re del bianco · c6 alfiere del bianco · e5 alfiere del bianco | a8 re del nero · a6 re del bianco · c6 alfiere del bianco · e5 alfiere del bianco | a8 re del nero · a6 re del bianco · c6 alfiere del bianco · e5 alfiere del bianco | a8 re del nero · a6 re del bianco · c6 alfiere del bianco · e5 alfiere del bianco | a8 re del nero · a6 re del bianco · c6 alfiere del bianco · e5 alfiere del bianco | 7 |
| 6 | a8 re del nero · a6 re del bianco · c6 alfiere del bianco · e5 alfiere del bianco | a8 re del nero · a6 re del bianco · c6 alfiere del bianco · e5 alfiere del bianco | a8 re del nero · a6 re del bianco · c6 alfiere del bianco · e5 alfiere del bianco | a8 re del nero · a6 re del bianco · c6 alfiere del bianco · e5 alfiere del bianco | a8 re del nero · a6 re del bianco · c6 alfiere del bianco · e5 alfiere del bianco | a8 re del nero · a6 re del bianco · c6 alfiere del bianco · e5 alfiere del bianco | a8 re del nero · a6 re del bianco · c6 alfiere del bianco · e5 alfiere del bianco | a8 re del nero · a6 re del bianco · c6 alfiere del bianco · e5 alfiere del bianco | 6 |
| 5 | a8 re del nero · a6 re del bianco · c6 alfiere del bianco · e5 alfiere del bianco | a8 re del nero · a6 re del bianco · c6 alfiere del bianco · e5 alfiere del bianco | a8 re del nero · a6 re del bianco · c6 alfiere del bianco · e5 alfiere del bianco | a8 re del nero · a6 re del bianco · c6 alfiere del bianco · e5 alfiere del bianco | a8 re del nero · a6 re del bianco · c6 alfiere del bianco · e5 alfiere del bianco | a8 re del nero · a6 re del bianco · c6 alfiere del bianco · e5 alfiere del bianco | a8 re del nero · a6 re del bianco · c6 alfiere del bianco · e5 alfiere del bianco | a8 re del nero · a6 re del bianco · c6 alfiere del bianco · e5 alfiere del bianco | 5 |
| 4 | a8 re del nero · a6 re del bianco · c6 alfiere del bianco · e5 alfiere del bianco | a8 re del nero · a6 re del bianco · c6 alfiere del bianco · e5 alfiere del bianco | a8 re del nero · a6 re del bianco · c6 alfiere del bianco · e5 alfiere del bianco | a8 re del nero · a6 re del bianco · c6 alfiere del bianco · e5 alfiere del bianco | a8 re del nero · a6 re del bianco · c6 alfiere del bianco · e5 alfiere del bianco | a8 re del nero · a6 re del bianco · c6 alfiere del bianco · e5 alfiere del bianco | a8 re del nero · a6 re del bianco · c6 alfiere del bianco · e5 alfiere del bianco | a8 re del nero · a6 re del bianco · c6 alfiere del bianco · e5 alfiere del bianco | 4 |
| 3 | a8 re del nero · a6 re del bianco · c6 alfiere del bianco · e5 alfiere del bianco | a8 re del nero · a6 re del bianco · c6 alfiere del bianco · e5 alfiere del bianco | a8 re del nero · a6 re del bianco · c6 alfiere del bianco · e5 alfiere del bianco | a8 re del nero · a6 re del bianco · c6 alfiere del bianco · e5 alfiere del bianco | a8 re del nero · a6 re del bianco · c6 alfiere del bianco · e5 alfiere del bianco | a8 re del nero · a6 re del bianco · c6 alfiere del bianco · e5 alfiere del bianco | a8 re del nero · a6 re del bianco · c6 alfiere del bianco · e5 alfiere del bianco | a8 re del nero · a6 re del bianco · c6 alfiere del bianco · e5 alfiere del bianco | 3 |
| 2 | a8 re del nero · a6 re del bianco · c6 alfiere del bianco · e5 alfiere del bianco | a8 re del nero · a6 re del bianco · c6 alfiere del bianco · e5 alfiere del bianco | a8 re del nero · a6 re del bianco · c6 alfiere del bianco · e5 alfiere del bianco | a8 re del nero · a6 re del bianco · c6 alfiere del bianco · e5 alfiere del bianco | a8 re del nero · a6 re del bianco · c6 alfiere del bianco · e5 alfiere del bianco | a8 re del nero · a6 re del bianco · c6 alfiere del bianco · e5 alfiere del bianco | a8 re del nero · a6 re del bianco · c6 alfiere del bianco · e5 alfiere del bianco | a8 re del nero · a6 re del bianco · c6 alfiere del bianco · e5 alfiere del bianco | 2 |
| 1 | a8 re del nero · a6 re del bianco · c6 alfiere del bianco · e5 alfiere del bianco | a8 re del nero · a6 re del bianco · c6 alfiere del bianco · e5 alfiere del bianco | a8 re del nero · a6 re del bianco · c6 alfiere del bianco · e5 alfiere del bianco | a8 re del nero · a6 re del bianco · c6 alfiere del bianco · e5 alfiere del bianco | a8 re del nero · a6 re del bianco · c6 alfiere del bianco · e5 alfiere del bianco | a8 re del nero · a6 re del bianco · c6 alfiere del bianco · e5 alfiere del bianco | a8 re del nero · a6 re del bianco · c6 alfiere del bianco · e5 alfiere del bianco | a8 re del nero · a6 re del bianco · c6 alfiere del bianco · e5 alfiere del bianco | 1 |
|   | a                                                                                 | b                                                                                 | c                                                                                 | d                                                                                 | e                                                                                 | f                                                                                 | g                                                                                 | h                                                                                 |   |

Al di là degli esempi ora mostrati, vi sono anche dei casi in cui, nonostante la superiorità numerica di pezzi controllati, non è possibile dare scacco matto al Re avversario. Questa situazione si verifica quando sulla scacchiera rimangono solamente questi tre pezzi: i due Re e un Alfiere o i due Re e un Cavallo. La combinazione di questi pezzi, infatti, non permette di controllare caselle a sufficienza per precludere al Re avversario ogni via di salvezza.

## Scacchi matti celebri
- Matto affogato
- Matto degli Arabi
- Matto di Anastasia
- Matto del barbiere
- Matto di Boden
- Matto dell'imbecille
- Matto di Légal

## Esempi di scacco matto in apertura
- Difesa vecchia Benoni: 1.d4 c5 2.d5 e6 3.Cc3 exd5?! 4.Cxd5 Ce7 5.Ag5 h6 6.Ah4 Da5+ 7.c3 Cf5?? 8.Da4!! Dxa4 9.Cc7# 1-0 (Yermolinsky-Tate, Reno 2001)
- Gambetto Blackburne Shilling: 1.e4 e5 2.Cf3 Cc6 3.Ac4 Cd4?! 4.Cxe5? Dg5! 5.Cxf7?? Dxg2 6.Tf1 Dxe4+ 7.Ae2 Cf3#
- Gambetto di Budapest:
  - 1.d4 Cf6 2.c4 e5 3.dxe5 Cg4 4.Af4 Cc6 5.Cf3 Ab4+ 6.Cbd2 De7 7.a3 Cgxe5! 8.axb4?? Cd3#
  - 1.d4 Cf6 2.c4 e5 3.d5?! Ac5 4.Ag5? Ce4! 5.Axd8?? Axf2#
- Difesa Caro-Kann:
  - 1.e4 c6 2.d4 d5 3.Cc3 dxe4 4.Cxe4 Cd7 5.De2 Cgf6?? 6.Cd6# (Reres-Arlamowski, 1950)
  - 1.e4 c6 2.d4 d5 3.Cc3 dxe4 4.Cxe4 Cd7 5.Ac4 Cgf6 6.Cg5 e6 7.De2 Cb6 8.Ad3 h6 9.C5f3 c5 10.dxc5 Cbd7!? 11.b4 b6 12.Cd4! bxc5?? 13.Cc6! Dc7 14.Dxe6+! (1-0 Perenyi-Eperjesi, Audapest 1974) fxe6 15.Ag6#
  - 1.e4 c6 2.Cc3 d5 3.Cf3 dxe4 4.Cxe4 Af5?! 5.Cg3 Ag6? 6.h4 h6 7.Ce5 Ah7 8.Dh5! g6 9.Ac4! e6 10.De2 Cf6?? 11.Cxf7! Rxf7 12.Dxe6+ (1-0 Alekhine-Aruce, Plymouth 1938) Rg7 13.Df7#
  - 1.e4 c6 2.d4 d5 3.Cc3 dxe4 4.Cxe4 Cf6 5.Dd3!? e5?! 6.dxe5 Da5+ 7.Ad2 Dxe5 8.0-0-0! Cxe4?? 9.Dd8+!! Rxd8 10. Ag5++ (Réti-Tartakower, Vienna 1910) 10...Re8 11.Td8# or 10...Rc7 11.Ad8#
- Difesa olandese: 
  - 1.d4 f5 2.Ag5 h6 3.Ah4 g5 4.Ag3 f4? 5.e3 h5 6.Ad3 Th6?? 7.Dxh5+! Txh5 8.Ag6#
  - 1.d4 f5 2.h3 Cf6 3.g4 fxg4 4.hxg4 Cxg4 5.Dd3 Cf6?? 6.Txh7! Txh7 7.Dg6#
- Gambetto Englund: 1.d4 e5?! 2.dxe5 Cc6 3.Cf3 De7 4.Af4 Db4+ 5.Ad2 Dxb2 6.Ac3?? Ab4 7.Dd2 Axc3 8.Dxc3 Dc1#
- Gambetto From: 1.f4 e5 2.fxe5 d6 3.exd6 Axd6 4.Cf3 (4.b3?? Dh4+ 5.g3 Dxg3+ 6.hxg3 Axg3# (Pantelidakis-Thine, Chicago 1974) g5 5.h3?? Ag3# (Capetschnig-Thine, Chicago 1977)
- Difesa Grünfeld: 1.d4 Cf6 2.c4 g6 3.Cc3 d5 4.cxd5 Cxd5 5.e4 Cxc3 6.bxc3 Ag7 7.Ac4 c5 8.Ce2 cxd4 9.cxd4 Cc6 10.Ae3 Da5+!? 11.Ad2 Da3 12.Tb1 0-0 13.d5? Ce5 14.Ab4? Df3!! 15.gxf3?? Cxf3+ 16.Rf1 Ah3#
- Difesa Nimzowitsch: 1.e4 Cc6 2.d4 d5 3.exd5 Dxd5 4.Cf3 Ag4 5.Cc3 Axf3 6.Cxd5 Axd1 7.Cxc7+ Rd8 8.Cxa8 Axc2 9.Af4 Cxd4 10.Cc7? e5! 11.Axe5?? Ab4#. Possibile anche: 7...Rd7 8.Cxa8 Axc2 9.Af4 e5 10.dxe5 Ab4+ 11.Re2 Cge7 12.e6+ fxe6 13.Cc7?? Cd4+ 14.Re3 Cef5# (Riss-Aarcza, Debrecen 1930)
- Difesa Owen: 1.e4 b6 2.d4 Ab7 3.Ad3 f5?! 4.exf5! Axg2 5.Dh5+ g6 6.fxg6! Cf6?? 7.gxh7+! Cxh5 8.Ag6# (Greco-N.N., Tome 1619)
- Difesa Philidor: 1.e4 e5 2.Cf3 d6 3.Ac4 Ag4?! 4.Cc3 g6? 5.Cxe5! Axd1?? 6.Axf7+ Re7 7.Cd5# (Légal-Saint Arie, Parigi 1750. Matto di Légal)
- Difesa Robatsch: 1.e4 g6 2.Cf3 d6 3.Ac4 Cd7?? 4.Axf7+! Rxf7 5.Cg5+ Rf6 (altrimenti 6.Ce6 guadagna la donna) 6.Df3+ Rxg5 (6...Re5 7.Dc3+ Rf4 8.Dg3#) 7.d4+ Rh4 8.Dh3#
- Partita spagnola: 1.e4 e5 2.Cf3 Cc6 3.Ab5 a6 4.Aa4 Cf6 5.0-0 Cxe4 6.d4 exd4?! 7.Te1 d5 8.Cxd4 Ad6 9.Cxc6 Axh2+! 10.Rh1! Dh4 11.Txe4+! dxe4 12.Dd8+! Dxd8 13.Cxd8+ Rxd8 14.Rxh2 f5?? 15.Ag5#
- Difesa scandinava: 1.e4 d5 2.exd5 Dxd5 3.Cc3 Da5 4.d4 c6 5.Cf3 Ag4 6.Af4 e6 7.h3 Axf3 8.Dxf3 Ab4 9.Ae2 Cd7 10.a3 O-O-O?? 11.axb4!! Dxa1+ 12.Rd2! Dxh1 13.Dxc6+! bxc6 14.Aa6# (Canal-N.N., Budapest 1934 - L'"Immortale peruviana": il Bianco sacrifica entrambe le torri e la donna per finire con il matto di Boden)
- Difesa siciliana: 
  - 1.e4 c5 2.d4 cxd4 3.c3 dxc3 4.Cxc3 Cc6 5.Cf3 e6 6.Ac4 Dc7 7.0-0 Cf6 8.De2 Cg4! 9.h3?? Cd4! (guadagnando infine la donna bianca) 10.Cxd4? Dxh2# (la trappola siberiana)
  - 1.e4 c5 2.d4 cxd4 3.c3 d5 4.exd5 Dxd5 5.Cf3?! Ag4 6.Da4+ Cc6 7.Cxd4 Ad7 8.Cb5? 0-0-0! 9.Cxa7+?? Cxa7 10.Dxa7 Dd1+!! (0-1 Dutch-Sugden, Londra 1964) 11.Rxd1 Ag4+ 12.Rc2 Ad1# or 12.Re1 Td1# (un epilogo simile a quello di Réti-Tartakower, Vienna 1910, citato prima).
  - 1.e4 c5 2.Cf3 Cf6 3.e5 Cd5 4.Cc3 e6 5.Cxd5 exd5 6.d4 Cc6 7.dxc5 Axc5 8.Dxd5 Db6 9.Ac4 Axf2+ 10.Re2 O-O 11.Tf1 Ac5 12.Cg5 Cd4+ 13.Rd1 Ce6 14.Ce4 d6 15.exd6 Axd6?? 16.Cxd6 Td8 17.Af4! Cxf4? 18.Dxf7+ Rh8 19.Dg8+! (1-0 Unzicker-Sarapu, Siegen Olimpiadi 1970) Txg8 20.Cf7#
  - 1.e4 c5 2.Cf3 d6 3.d4 cxd4 4.Cxd4 Cf6 5.Cc3 a6 6.Ag5 e6 7.f4 b5 8.e5 dxe5 9.fxe5 Dc7 10.De2 Cfd7 11.0-0-0 Ab7 12.Dg4 Dxe5 13.Ad3 Cf6? 14.Axf6 Dxf6? 15.The1 h5 16.Cxe6! Ae7 (16...hxg4 17.Axb5+! Re7 (17...axb5? 18.Cc7# or 18.Cxg7#) 18.Cxf8+ Rxf8? 19.Te8#) 17.Axb5+! axb5 18.Cc7+! Rf8 19.Td8+! Axd8 20.Te8# (Tal-N.N., Inghilterra 1974)
- Partita dei 3 cavalli: 1.e4 e5 2.Cf3 Cc6 3.Cc3 g6 4.d4 exd4 5.Cd5 Ag7 6.Ag5 Cge7? 7.Cxd4! Axd4?? 8.Dxd4! Cxd4 9.Cf6+ Rf8 10.Ah6#
- Partita viennese: 1.e4 e5 2.Cc3 Cf6 3.Ac4 Cxe4 4.Axf7+ (4.Cxe4 d5) Rxf7 5.Cxe4 Cc6 6.Df3+ Rg8?? 7.Cg5! Dxg5 8.Dd5#

## L'espressione nell’uso comune
Nel linguaggio figurativo, “dare scacco matto (a qualcuno)” significa sconfiggere l’avversario in una certa situazione, di vita o professionale.

## Lo scacco matto nei campionati del mondo
È molto raro a livello mondiale che una partita finisca in uno scacco matto. Quasi sempre la partita finisce per abbandono da parte di un giocatore, facendo vincere l'altro, o sporadicamente con uno stallo intenzionale. In effetti l'ultimo scacco matto in una competizione così importante si ebbe in una partita durante il campionato del mondo di scacchi 1929 tra Efim Bogoljubov e Alexander Alekhine, vinta da quest'ultimo.